# Winston Hill
Winston Hill (Joaquin, 23 ottobre 1941 – Denver, 26 aprile 2016) è stato un giocatore di football americano statunitense che militato nel ruolo di offensive tackle nella American Football League e nellaNational Football League. È stato inserito nella Pro Football Hall of Fame nel 2020.

## Carriera
Hill fu scelto dai Baltimore Colts nel Draft NFL 1963 ma firmò come free agent con i New York Jets dell'AFL, dove stabilì la decima più lunga striscia di partenze consecutive come titolare della storia del football con 174. Come offensive tackle sinistro trascorse la carriera a proteggere il lato cieco per Joe Namath e ad aprire varchi per Emerson Boozer, Matt Snell e John Riggins. Fu convocato per l'All-Star Game nel 1964, 1967, 1968 e 1969 e per il Pro Bowl nel 1970, 1971, 1972 and 1973. Si unì a Namath ai Los Angeles Rams nel 1977; Namath si ritirò a fine stagione e Hill dopo tre partite. 
La stagione 1968 fu la migliore per la storia dei Jets, con Hill che sovrastava gli avversari come bloccatore e apriva spazi per i running back dei Jets. La squadra conquistò il titolo di division con 11 vittorie e 3 sconfitte , corse 1.608 yard e ne passò 3.574. Hill partì come titolare nel Super Bowl III), con i Jets che decimarono il lato destro della linea difensiva dei Baltimore Colts, con Ordell Braase come ricevitore opposto a Hill e Fred Miller come tackle contro Bob Talamini. Grazie alle loro prestazioni Matt Snell corse 121 yard nella vittoria a sorpresa per 16-7.

## Palmarès

### Franchigia
- Super Bowl : 1

New York Jets: III
- Campionati AFL : 1

New York Jets: 1968

### Individuale
- AFL All-Star:

1964, 1967–1969
- Convocazioni al Pro Bowl: 4

1970-1973
- All-AFL: 3

1964, 1968, 1969
- Second-team All-Pro: 3

1970–1972
- New York Jets Ring of Honor
- Seconda formazione ideale di tutti i tempi della AFL
- Pro Football Hall of Fame (classe del 2020)